# Ute Katharina Kampowsky
Ute Katharina Kampowsky (Greifswald, 28 dicembre 1979) è un'attrice tedesca.

## Biografia
Nata e cresciuta a Greifswald, si è formata artisticamente studiando recitazione, dal 2001 al 2004, presso l'Accademia teatrale dell'isola di Usedom. Debutta come attrice teatrale per poi recitare per il cinema e la televisione.
Nel 2009 interpreta il ruolo di Annika Bruckner nella soap opera tedesca Sturm der Liebe, in onda in Italia con il titolo di Tempesta d'amore, prima come co-protagonista della quarta stagione e poi come prima protagonista della quinta fino alla puntata 934, nel corso della quale il suo personaggio muore.

## Filmografia
- Überleben auf See (2003)
- Peer Gynt (2006)
- Der Yalu fließt (2009)
- Tempesta d'amore (Sturm der Liebe) - Puntate: 872-934 - Ruolo: Annika Bruckner
- Squadra speciale Lipsia (SOKO Leipzig) (2010)